# Abu-Zayyan Muhàmmad
Abu-Zayyan Muhàmmad al-Kubbi ibn Abu-Saïd Uthman ibn Abu-Yahya Yaghmuràssan, fou un príncep abdalwadita les rebel·lions del qual van marcar el període entre 1360 i 1375. El príncep va gaudir del suport dels Beni Amer dirigits per Khalid ibn Amer. Va portar diverses vegades el títol de sultà de Tlemcen i un temps el de sultà de Titeri.
Es va revoltar vers 1361 i es va proclamar sultà amb el suport de Khalid ibn Amer però ambdós foren derrotats el 1362 es van refugiar amb els Dawuda o Douaouda dirigits pel xeic Yakub ibn Ali i finalment va fugir a Tunis on va poder arribar.
Vers 1365 Dellys va caure en mans dels hàfsides i l'emir Abu-Abd-Al·lah Muhàmmad (I) al-Mústansir en va donar el govern a Abu-Zayyan però pel camí fou arrestat un temps per l'emir hàfsida de Constantina Abu l-Abbas. El 1366 Abu Hammu II de Tlemcen va atacar Bugia on governava l'hàfsida Abu-Ishaq Ibrahim. Abu l-Abbas no va sortir de Constantina però va alliberar a Abu-Zayyan al que va donar un petit exèrcit i el va nomenar sultà dels abdalwadites; Abu-Zayyan ava atacar el flanc del campament d'Abu Hammu II i va posar en desordre a les seves tropes; els àrabs van fugir. Abu Hammu va haver de fugir deixant el seu harem en mans de l'enemic, podent arribar a Alger des d'on va poder retornar a Tlemcem (final d'agost de 1366). Abu-Zayyan, part principal en la victòria hàfsida, va rebre el repartiment del botí, l'esposa favorita d'Abu-Hammu, de nom Khawla Zabia; a més milers d'homes de les tribus àrabs se li van unir. El 1367 es trobava en disposició d'aspirar al poder; els Thaaliba (Thaaleba) i els Hoseïne (Hocyn) li donaven suport. Abu-Hammu va decidir actuar i al front d'un exèrcit va avançar cap a l'est i per una sèrie d'operacions militars molt ben portades, va posar als rebels en mala situació; llavors va enviar com ambaixador a Muhammad ibn Arif al campament d'Abu-Zayyan amb el qual va signar un tractat pel qual renunciava a tota pretensió al tron i rebia una compensació econòmica i una pensió, havent de retirar-se al territori dels Banu Riyah i el 1368 Abu Zayyan restava al país dels Dawuda (Douaouda), una fracció dels Banu Riyah, amb Ouled Mohamed ibn Siba.
El 1370 Ibn Khaldun fou nomenat camarlenc d'Abu Hammu II i fou encarregat de reclutar soldats a Biskra pel sobirà abdalwadita. Això fou mal acollit pels Hoseïn del Titeri, que es van revoltar i van posar al seu front a Abu-Zayan, que restava encara amb els Dawuda o Daouaouïda; els rebels van estendre la seva autoritat fins a Médéa (1371). El sultà de Fes Abu-Faris Abd-al-Aziz al-Mústansir va envair Tlemcen el 1372 i van ocupar la capital i el seu general, Ibn-Razi, va anar a bloquejar les muntanyes de Titeri on Abu-Zayyan es mantenia rebel amb els Hoseïne i havia agafat el títol de sultà de Titeri; la posició dels rebels era molt forta i el general marínida va cridar en ajut als Daouaouïda, per mediació d'Ibn Khaldun, que va fer portar contingents per bloquejar les muntanyes pel sud i així afeblir a Abu Zayyan. El juliol de 1372, els Hoseïne, reduïts a la misèria i la fam pel bloqueig, es van rendir. Però Abu-Zayyan va poder fugir i va arribar al país del Ulad Muhammad, cosins dels Ulad Yahya, on fou ben acollit. Poc després, a la notícia de la mort del sultà Abu-Faris, els marínides van abandonar Tlemcen per retornar a Fes i Abu Hammu II es va presentar a la ciutat i fou aclamat pels habitants (desembre de 1372).
El sultà Abu Hammu va demanar a Ahmed ibn Muzni, l'emir de Biskra, i a grups de Douaoudas, de perseguir a Abu Zayyan, i va encarregar a Ibn Khaldun d'arrestar al rebel al Djebel Ghamra. Ibn Khaldoun va marxar amb Uled Yahya ibn Ali ibn Sibaa cap a les muntanyes Ghamra, però el rebel va poder fugir; els Ghamra van informar que Abu Zayyan havia tornat a Ouargla des d'on no va trigar a retornar al Maghreb central. No obstant el seu tradicional suport, Khalid ibn Amer, va haver de fugir amb la seva família cap al desert de Tlemcen; un príncep abdalwadita, Abd-Al·lah, va fer una ràtzia al Djebel Amour va contactar amb un cap dels Beni Amer (Zorba) de nom Abu-Bakr ibn Arif, que s'havia separat de l'aliança amb Abu Zayyan, i va establir una aliança amb ell enviant una delegació a Abu-Zayyan que havia tornat amb els Daouaouïda, que li va demanar anar al lloc on estaven els dos caps per agafar la direcció dels afers (hivern del 1374).
A la primavera del 1375 Khalid ibn Amer havia estat acollit per Salim ibn Ibrahim xeic dels Thaaleba de la Mitidja, i els dos caps van cridar Abu-Zayyan i el van proclamar sultà a Alger. El cap dels Thalebaa li donava suport i el va fer proclamar subirà per tot el Maghreb central (1376). Abu Hammu II de Tlemcen es va posar en campanya i el va derrotar el 1377 dispersant les forces rebels.
El 1378 Abu Zayyan, cridat per les tribus àrabs, va agafar la direcció d'un nova revolta. El sultà va iniciar altre cop la campanya que va encarregar al seu fill Abd-ar-Rahman Abu-Taixufin (després Abu-Taixufín II) que va derrotar els rebels que van patir fortes pèrdues però Abu Zayyan encara es va fer proclamar sultà a El Djazair-Béni-Mezghana (Alger) amb el suport de la tribus Thaaliba de la Mitidja. Abu-Hammu va marxar amb noves tropes en suport del seu fill però els rebels no el van esperar en camp obert sinó que es van retirar ca les muntanyes de Titeri, amb els Hoceïne; van ser necessàries operacions regular per reduir la revolta fins que al mes de juny els rebels van demanar l'aman; Abu Hamma va assolar la Mitidja que havia donat suport al rebel i va exigir l'entrega del rebel que es va retirar a Righ, després a Nafta al Djerid, i finalment a Tozeur al costat de lbn Yemloul, passant més tard al palau reial hàfsida on va restar definitivament i on va morir anys després.